# Nyizsnyij Tagil
Nyizsnyij Tagil (cirill betűkkel Нижний Тагил) mintegy háromszázezer lelkes oroszországi nagyváros Nyugat-Szibériában, a Szverdlovszki területen, Jekatyerinburgtól 120 kilométerre észak-északnyugatra, Permtől 220 kilométerre keletre.

## Földrajza
Nyizsnyij Tagil a Középső-Urál keleti oldalán, az Urál és a Nyugat-szibériai-alföld találkozásánál, a város területén tóvá szélesedő Tagil folyó partján fekszik. A helység Oroszország ázsiai részén terül el, az Európát Ázsiától elválasztó vonaltól mintegy 25 kilométerre keletre.